# Galeodea maccamleyi
Galeodea maccamleyi is een slakkensoort uit de familie van de Cassidae. De wetenschappelijke naam van de soort is voor het eerst geldig gepubliceerd in 1983 door Ponder.